# كويتشي فوكودا
كويتشي فوكودا (باليابانية: コーイチ・フクダ) هو موسيقي وعازف قيثارة ياباني، ولد في 1 يوليو 1975 في أوساكا في اليابان.

## وصلات خارجية
- الموقع الرسمي
- كويتشي فوكودا على موقع ميوزك برينز (الإنجليزية)
- كويتشي فوكودا على موقع ديسكوغز (الإنجليزية)